# Alvar Rantalahti
Alvar Rantalahti   (Sippola, 29 de juliol de 1913 - Anjalankoski, 30 de gener de 2007) va ser un esquiador de fons finlandès que va competir durant la dècada de 1930. En el seu palmarès destaca una medalla de plata al Campionat del Món d'esquí nòrdic de 1938.